# 동안로 (안양시)
동안로(Dongan-ro)는 경기도 안양시 무궁화마을에서 안양종합운동장까지를 잇는 도로이다.

## 경유지
- 안양시 (신촌동.범계동.부흥동.달안동.비산2동.비산3동)

## 노선
| 이름 | 접속 노선 | 소재지 | 소재지 | 소재지 | 비고 |
| ---- | --------- | ------ | ------ | ------ | ---- |
|      |           |        |        |        |      |

## 같이 보기
- 만안로